# السباق المدهش 10
السباق المدهش 10 هو الموسم العاشر من برنامج تلفزيون الواقع الأمريكي "السباق المدهش". يُقدّمه فِل كيوغان، وشارك فيه اثنا عشر فريقًا مكوّنًا من شخصين تربطهما علاقة سابقة، حيث تنافسوا في سباق حول العالم للفوز بجائزة قدرها 1,000,000 دولار أمريكي.
زار هذا الموسم أربع قارات وثلاث عشرة دولة، وقطع المتسابقون مسافة تجاوزت 40,000 ميل (64,000 كيلومتر) خلال اثنتي عشرة مرحلة. بدأ السباق في مدينة سياتل، ومرّ عبر الصين، ومنغوليا، وفيتنام، والهند، والكويت، وموريشيوس، ومدغشقر، وفنلندا، وأوكرانيا، والمغرب، وإسبانيا، وفرنسا، قبل العودة إلى الولايات المتحدة وإنهاء السباق في منطقة وادي هدسون.
تضمّن هذا الموسم عناصر جديدة، من بينها إقصاء خلال منتصف المرحلة؛ والتقاطع، حيث اضطرت فرقتان إلى التعاون في أداء مهمة مشتركة؛ وعقوبة جديدة في المراحل غير الإقصائية، حيث يتوجّب على الفريق الذي أنهى المرحلة السابقة في المركز الأخير أن يحلّ أولًا في المرحلة التالية، وإلّا يُفرض عليه تأخير زمني قدره 30 دقيقة.
عُرض الموسم لأول مرة على قناة "سي بي إس" في 17 أيلول (سبتمبر) 2006، واختُتم في 10 كانون الأول (ديسمبر) من العام نفسه. فاز بالموسم العاشر العارضان المهنيان تايلر دينك وجيمس برانامان، بينما جاء في المركز الثاني الثنائي روب دياز وكيمبرلي شابولا، وأنهت الأمهات العازبات لين تورك وكارلين هاريس السباق في المركز الثالث.

## إنتاج
انطلقت المنافسات في هذا الموسم من حديقة غاز وركس في مدينة سياتل بولاية واشنطن بتاريخ 27 مايو 2006. وفي 9 يونيو، شوهدت الفرق في مطار الكويت الدولي وهنّ يسألن عن الطريق المؤدي إلى أبراج الكويت. وفي 12 يونيو، كان البرنامج يُصوَّر في موريشيوس. أما في 16 يونيو، فقد جرى تنفيذ بعض المهام في مدينة يلو يارڤي وفي الملعب الأولمبي في هلسنكي. واختُتم التصوير في 24 يونيو.
امتدت سباقات "السباق الرائع 10" لمسافة 40,000 ميل (64,000 كيلومتر)، وشملت 4 قارات و13 دولة، منها 6 دول تظهر لأول مرة في السلسلة، وهي: منغوليا، الكويت، موريشيوس، مدغشقر، فنلندا، وأوكرانيا. كما كان هذا أول موسم يطوف حول العالم باتجاه غربي، حيث عبر المحيط الهادئ في المرحلة الأولى، والمحيط الأطلسي في المرحلة الأخيرة.
شهد هذا الموسم أول إقصاء مزدوج في نفس المرحلة، حيث أُقصيت فرقة واحدة في منتصف المرحلة، وأخرى في نهايتها. كما قُدِّم عنصر جديد يُدعى التقاطع (Intersection)، وهو مهمة تُجبر فريقين على العمل معًا حتى إشعار آخر. وقد ظهر هذا التقاطع مقترنًا بمهمة التجاوز السريع (Fast Forward)، ما أتاح للفريقين المستمرين معًا الاستفادة من الجائزة. بالإضافة إلى ذلك، تغيّر العقاب الذي يُفرض على الفريق الذي ينهي مرحلة غير إقصائية في المركز الأخير. فبدلًا من مصادرة أموالهم وممتلكاتهم، أصبح هذا الفريق موسومًا بالإقصاء، ما يعني أنهم سيتعرضون لعقوبة تأخير قدرها 30 دقيقة عند نقطة التوقف التالية، ما لم يصلوا أولًا.
كانت المرحلة التاسعة مزدوجة الطول، وهو عنصر مفاجئ اعتادت عليه السلسلة منذ الموسم السادس، وقد كان هذا آخر موسم تظهر فيه مرحلة مزدوجة الطول حتى الموسم الثاني والثلاثين، حيث أُطلق عليها اسم المرحلة الضخمة (Mega Leg). وأثناء المرحلة في أوكرانيا، تم احتجاز مقدم البرنامج فيل كيوغان في المطار بسبب دخوله البلاد بجواز سفر نيوزيلندي ومن دون تأشيرة أوكرانية، رغم إبلاغه سابقًا بعدم الحاجة إليها. وأُفرج عنه في اليوم التالي بعد أن عالج أحد موظفي السفارة الأمريكية تأشيرته. وقد وصل كيوغان إلى نقطة التوقف قبل 10 دقائق فقط من وصول الفريق المتصدر.

## ملخص السباق

### المرحلة 6 (الهند → الكويت)
- الحلقة 6: "ربما يراني ستيفن سيغال ويريدني أن أشارك في أحد أفلامه" (22 تشرين الأول 2006)
- الجائزة: رحلة إلى جامايكا (مُنحت لديفيد وماري)
- المُستبعدان: بيتر وسارة

المواقع:
- تشيناي (منزل تشيتيناد) – نقطة الانطلاق
- رحلة جوية: تشيناي → مدينة الكويت، الكويت
- مدينة الكويت (أبراج الكويت) – مهمة الطريق: "من يتمتع بالقوة في العقل والجسد؟"
- مدينة الكويت (طريق الدائري السادس) – التقدم السريع: مواجهة حريق بئر نفط
- مدينة الكويت (سوق الغربللي)
- الصليبية (سوق الصليبية)
- مدينة الكويت (أبراج مياه الصديق) – نقطة التوقف: المرحلة السادسة

ملخص الحلقة:
في بداية هذه المرحلة، تلقّت الفرق هاتفًا محمولًا يحتوي على رسالة فيديو تُظهر معلمًا يجب عليهم التعرف عليه، وكان هو أبراج الكويت. بعد السفر إلى مدينة الكويت، كان عليهم قيادة السيارة إلى الأبراج للعثور على الدليل التالي.
مهمة الطريق: "من يتمتع بالقوة في العقل والجسد؟" – تطلّب الأمر من أحد أعضاء الفريق تسلق سلّم إلى قمة أحد الأبراج بارتفاع 610 أقدام (190 مترًا) لاستعادة حقيبة تحتوي على قطع أحجية. بعد النزول، كان عليه تجميع الأحجية، والتي عند اكتمالها تُظهر الموقع التالي: "شارع الغربللي".
التقدم السريع: "مواجهة حريق بئر نفط" – تطلّب من أحد الفرق ارتداء ملابس واقية واستخدام درع مقاوم للهب للتقدم نحو حريق نفطي محاكى بدرجة حرارة تزيد عن 1,000 فهرنهايت (538 درجة مئوية) واسترداد دليل التقدم السريع. فاز بهذا التحدي ديفيد وماري.
بعد مهمة الطريق، توجّهت الفرق إلى سوق الغربللي للعثور على كشك مُعلّم للحصول على الدليل التالي.
الاختيار: يدوي أو آلي – في خيار "يدوي"، كان على الفرق التوجه إلى سوق الصليبية وملء عشرة أكياس وزن كل منها 110 أرطال (50 كجم) بعلف الجمال، ونقلها لمسافة 100 ياردة (91 مترًا) إلى منصة وتحميلها بشكل صحيح للحصول على الدليل التالي. في خيار "آلي"، توجهت الفرق إلى نادي سباق الهجن الكويتي، حيث استخدموا جهاز اتصال لاسلكي لتشغيل فارس آلي متصل بجمل. وبعد أن يركض الجمل مسافة 140 ياردة (130 مترًا)، يحصل الفريق على الدليل التالي.
بعد إنهاء الاختيار، كان على الفرق التوجه إلى نقطة التوقف عند أبراج مياه الصديق.
ملاحظة إضافية:
تأخر بيتر وسارة بشكل كبير لدرجة أن جميع الفرق الأخرى كانت قد وصلت بالفعل إلى نقطة التوقف قبل وصولهما إلى الاختيار. تم توجيههما مباشرة إلى نقطة التوقف للإقصاء.

### المرحلة 7 (الكويت → موريشيوس)
الحلقة 7: "أتساءل إن كان هذا سيجعل أصابعي تذبل" (29 تشرين الأول 2006)
الجائزة: دراجة نارية لكل عضو في الفريق (مُنحت لدستين وكانديس)
المواقع:
- مدينة الكويت (أبراج مياه الصديق) – نقطة الانطلاق
- رحلة جوية: مدينة الكويت → بلين مانيان، موريشيوس (مطار سير سيووساغور رامغولام الدولي)
- غراند باي (جزيرة "إيسلا موريتيا")
- كيس نويال (مكتب البريد)
- منطقة ريفيير نوار (ملّاحات بيتيت ريفيير نوار أو جزيرة بنتييه)
- بيل أومبر (قصر بيل أومبر) – نقطة التوقف: المرحلة السابعة

ملخص الحلقة:
في بداية المرحلة، تم توجيه الفرق للسفر إلى موريشيوس. بعد الوصول، كان عليهم البحث في موقف سيارات المطار عن مركبة محددة تحتوي على دليلهم التالي، وهو نموذج مصغّر لسفينة مكتوب عليه "اسبح إليّ". على الفرق أن يستنتجوا أن وجهتهم هي غراند باي، حيث اضطروا للسباحة إلى السفينة للحصول على الدليل، ثم العودة سباحة إلى الشاطئ. بعد ذلك، كان عليهم العثور على مكتب البريد في كيس نويال للحصول على الدليل التالي.
الاختيار: ملح أو بحر – في خيار "ملح"، كان على الفرق البحث في ثلاث أكوام من الملح عن مملحة تحتوي على الدليل التالي. في خيار "بحر"، اختارت الفرق قائد قارب وسافرت لمسافة 2.5 ميل (4 كم) بقارب بمحرك إلى جزيرة بنتييه، وهناك استخدموا خريطة كنز للعثور على شراع السفينة، والذي كان عليهم حمله والعودة به إلى القارب وتركيبه قبل العودة إلى نقطة البداية للحصول على الدليل التالي.
بعد الاختيار، توجّهت الفرق إلى نقطة التوقف في قصر بيل أومبر في منطقة بيل أومبر.
ملاحظة إضافية:
كانت هذه مرحلة غير إقصائية.

## الاستقبال النقدي
حصل الموسم العاشر من البرنامج على تقييمات متباينة. فقد كانت ليندا هولمز ناقدة لترتيب الإقصاء في هذا الموسم، لكنها قالت: 
"هل كان الموسم مخيبًا للآمال؟ لم يكن كذلك".
ووصفه اريك غولدمان من موقع آخر بأنه موسم قوي. وكتبت هيذر هافريلسكي من موقع آخر أيضًا أن 
"بعد كل هذا القدر من الكفاح المشترك والانكسار، نجد أننا بالكاد نتذكر تفصيلة واحدة من وقتنا مع هؤلاء الغرباء".
في سنة 2016، صنف هذا الموسم في المرتبة 14 من بين أول 27 موسمًا من قِبل مراسلين متخصصين في البرنامج. وفي سنة 2021، صنفته فال باروني في المرتبة الخامسة بين أفضل مواسم البرنامج. أما في سنة 2024، فقد صنفه رهين تاغويام في المرتبة العاشرة.

## وصلات خارجية
- لا بيانات لهذه المقالة على ويكي بيانات تخص الفن